# Supercoupe de Russie de football 2007
L'édition 2007 de la Supercoupe de Russie est la cinquième édition de la Supercoupe de Russie. Ce match de football a lieu le 3 mars 2007 au stade Loujniki de Moscou, en Russie.
Elle oppose l'équipe du CSKA Moscou, championne de Russie et vainqueur de la Coupe de Russie en 2006, ainsi que tenante du titre de la supercoupe, à celle du Spartak Moscou, deuxième du championnat russe la même saison. C'est la troisième fois que les deux équipes se rencontrent dans la compétition après 2004 et 2006, confrontations remportées à chaque fois par le CSKA.
Les règles du match sont les suivantes : la durée de la rencontre est de 90 minutes divisée en deux mi-temps de 45 minutes ; en cas de match nul à l'issue de ce temps réglementaire, deux mi-temps de prolongation d'une durée d'un quart d'heure chacune sont jouées suivi d'une séance de tirs au but si l'égalité persiste à l'issue de la prolongation. Trois remplacements sont autorisés pour chaque équipe.
La première mi-temps voit le CSKA ouvrir le score dès la première minute de jeu par l'intermédiaire de Vágner Love. Les Spartakistes parviennent à égaliser dès la deuxième minute de la deuxième période grâce à Nikita Bajenov, mais le capitaine Sergueï Ignachevitch redonne l'avantage au club de l'armée quatre minutes plus tard. Les deux équipes sont à nouveau remises à égalité par l'entrant Dmitri Torbinski à l'heure de jeu, mais cette situation s'avère une nouvelle très brève, Jô redonnant pour la troisième fois l'avantage au CSKA deux minutes plus tard. Celui-ci inscrit par ailleurs un nouveau but à dix minutes de la fin du temps réglementaire pour assurer sa victoire au club de l'armée. Ces derniers l'emportent ainsi sur le score final de 4 buts à 2, décrochant leur troisième supercoupe, la deuxième d'affilée, une nouvelle fois aux dépens du Spartak qui connaît quant à lui sa troisième défaite dans la compétition.

## Feuille de match

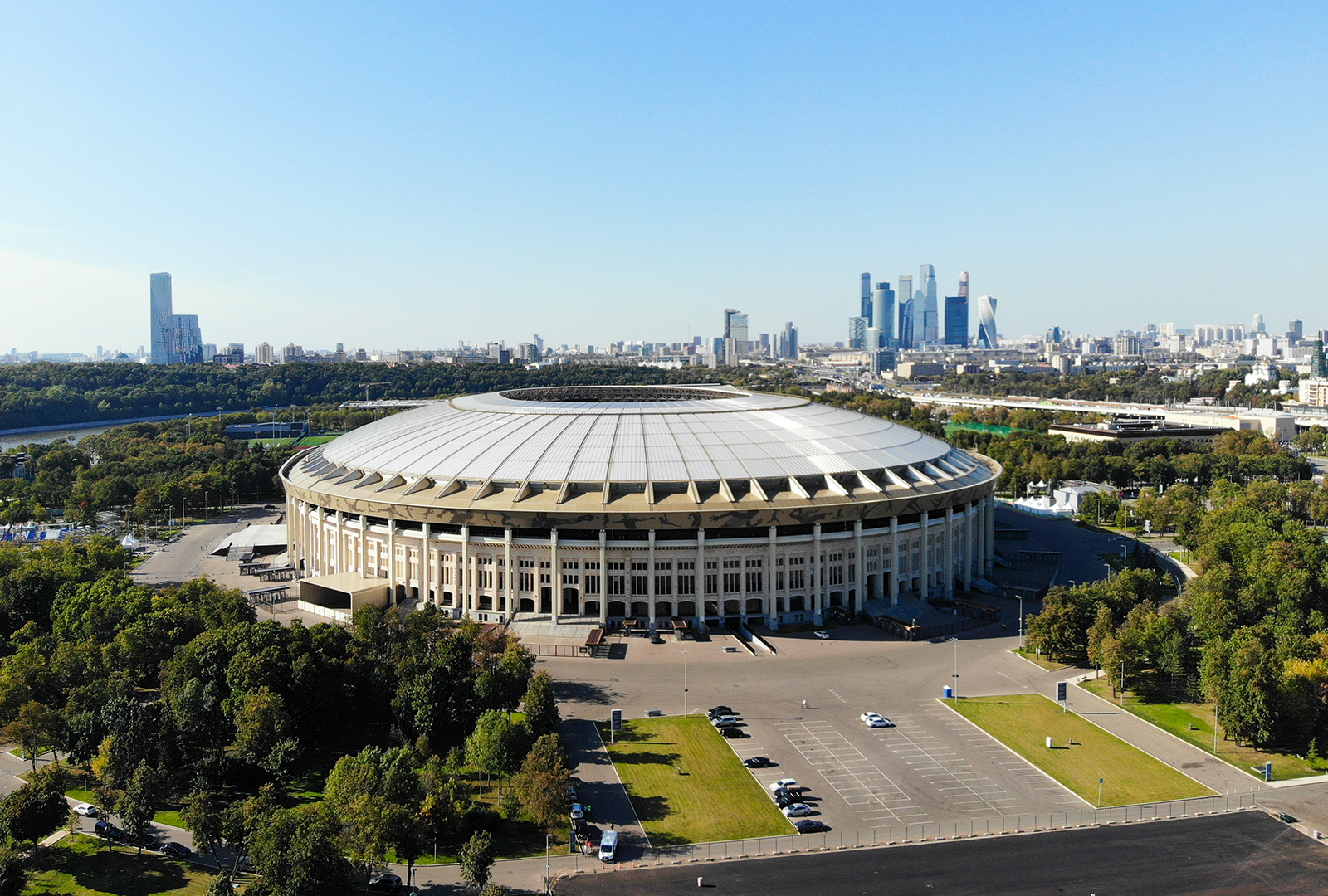
Le stade Loujniki vu du ciel

| ·              |                      |     |
| Titulaires :   |                      |     |
|                |                      |     |
| 35             | Igor Akinfeïev       |     |
| 4              | Sergueï Ignachevitch |     |
| 6              | Alexeï Bérézoutski   |     |
| 24             | Vassili Bérézoutski  |     |
| 10             | Jô                   |     |
| 17             | Miloš Krasić         | 90e |
| 18             | Iouri Jirkov         |     |
| 20             | Dudu Cearense        |     |
| 22             | Ievgueni Aldonine    | 46e |
| 25             | Elvir Rahimić        |     |
| 9              | Vágner Love          | 89e |
|                |                      |     |
| Remplaçants :  |                      |     |
| 2              | Deividas Šemberas    | 46e |
| 5              | Ramón                | 89e |
| 39             | Ivan Taranov         | 90e |
|                |                      |     |
| Entraîneur :   |                      |     |
| Valeri Gazzaev |                      |     |

| ·                |                     |     |
| Titulaires :     |                     |     |
|                  |                     |     |
| 1                | Wojciech Kowalewski |     |
| 2                | Antonio Geder       | 46e |
| 13               | Martin Jiránek      |     |
| 3                | Martin Stranzl      |     |
| 49               | Roman Chichkine     |     |
| 5                | Mozart              |     |
| 7                | Denis Boïarintsev   | 46e |
| 15               | Radoslav Kováč      |     |
| 9                | Egor Titov          |     |
| 32               | Nikita Bajenov      | 82e |
| 40               | Artyom Dziouba      |     |
|                  |                     |     |
| Remplaçants :    |                     |     |
| 25               | Maksym Kalynychenko | 46e |
| 14               | Dmitri Torbinski    | 46e |
| 11               | Alexander Pavlenko  | 82e |
|                  |                     |     |
| Entraîneur :     |                     |     |
| Vladimir Fedotov |                     |     |

| ·              |                      |     |
| Titulaires :   |                      |     |
|                |                      |     |
| 35             | Igor Akinfeïev       |     |
| 4              | Sergueï Ignachevitch |     |
| 6              | Alexeï Bérézoutski   |     |
| 24             | Vassili Bérézoutski  |     |
| 10             | Jô                   |     |
| 17             | Miloš Krasić         | 90e |
| 18             | Iouri Jirkov         |     |
| 20             | Dudu Cearense        |     |
| 22             | Ievgueni Aldonine    | 46e |
| 25             | Elvir Rahimić        |     |
| 9              | Vágner Love          | 89e |
|                |                      |     |
| Remplaçants :  |                      |     |
| 2              | Deividas Šemberas    | 46e |
| 5              | Ramón                | 89e |
| 39             | Ivan Taranov         | 90e |
|                |                      |     |
| Entraîneur :   |                      |     |
| Valeri Gazzaev |                      |     |

| ·                |                     |     |
| Titulaires :     |                     |     |
|                  |                     |     |
| 1                | Wojciech Kowalewski |     |
| 2                | Antonio Geder       | 46e |
| 13               | Martin Jiránek      |     |
| 3                | Martin Stranzl      |     |
| 49               | Roman Chichkine     |     |
| 5                | Mozart              |     |
| 7                | Denis Boïarintsev   | 46e |
| 15               | Radoslav Kováč      |     |
| 9                | Egor Titov          |     |
| 32               | Nikita Bajenov      | 82e |
| 40               | Artyom Dziouba      |     |
|                  |                     |     |
| Remplaçants :    |                     |     |
| 25               | Maksym Kalynychenko | 46e |
| 14               | Dmitri Torbinski    | 46e |
| 11               | Alexander Pavlenko  | 82e |
|                  |                     |     |
| Entraîneur :     |                     |     |
| Vladimir Fedotov |                     |     |